# Коукал біяцький
Коука́л біяцький (Centropus chalybeus) — вид зозулеподібних птахів родини зозулевих (Cuculidae). Ендемік Індонезії.

## Опис
Довжина птаха становить 44-46 см. Довжина крила становить 18,9–22 см, довжина хвоста 26–31,5 см, довжина дзьоба 40-50 мм, довжина цівки 47–57 мм, довжина кігтя на задньому пальці 15–16,2 мм. Виду не притаманний статевий диморфізм. Забарвлення чорне, верхня частина тіла має синювато-фіолетовий відблиск. Живіт темно-коричневий. Райдужки жовті, дзьоб і лапи чорні.

## Поширення і екологія
Біяцькі коукали мешкають на островах Біак і Супіорі в провінції Папуа. Ведуть наземний спосіб життя, можуть лазити по ліанах і деревах.

## Збереження
МСОП класифікує стан збереження цього виду як близький до загрозливого. За оцінками дослідників, популяція біяцьких коукалів становить від 10 до 20 тисяч птахів. Їм загрожує знищення природного середовища.